# Paulo Magalhães
Paulo Cezar Magalhães Lobos (Porto Alegre, Brasil, 14 de diciembre de 1989) es un futbolista chileno nacido en Brasil, de padre brasileño y madre chilena, se desempeña como lateral derecho en Deportes Rengo de la Segunda División Profesional de Chile.

## Carrera

### Deportes Antofagasta
Participa en la filial de  Deportes Antofagasta Sub-17 el año 2006 a cargo del Futbolista Mauricio Donoso y Sub-19 el año 2007. Debuta con los "pumas" en el mismo año, bajo el mando de Fernando Díaz.

### Cobreloa
En junio de 2008 firma por un año con Cobreloa
Anota su primer gol en primera división, el día 2 de mayo del 2009, ante el equipo de Colo-Colo, válido por el torneo de apertura de dicho año, en el minuto ochenta y seis, club que luego sería su próximo destino en el fútbol profesional.

### Colo-Colo
El 6 de julio de 2009, es presentado oficialmente en Colo Colo, junto a sus compañeros Ezequiel Miralles y Charles Aránguiz
Marca su primer gol en  Su primer partido en Colo-Colo en un partido válido por la Copa Chile ante Deportes Temuco.
A lo largo del año 2009 es titular en la escuadra alba, jugando como lateral derecho y de paso logra ser campeón del Torneo Clausura 2009 (Chile)
ante Universidad Católica.
Se mantiene en el cacique hasta junio de 2011 donde es transferido al archirrival Universidad de Chile.

### Universidad de Chile
A mediados de 2011 es contratado por la Universidad de Chile, a solicitud explícita de Jorge Sampaoli, director técnico de la U.
Su debut oficial es por la Copa Chile 2011 en el último partido de la tercera fase de dicho torneo, contra Unión Española, el partido finaliza 0-1 a favor de la "U" con gol de su compañero Francisco Castro.
En un amistoso contra Alianza Lima, marca su primer gol en la U. Su primer gol en torneo oficial lo anota ante Unión La Calera, por la fecha 12 del Clausura 2011. A lo largo del semestre no logra ser titular en la escuadra Laica, pero si ha sido un jugador importante dentro de la plantilla, ya que el entrenador Jorge Sampaoli constantemente lo hace ingresar en los partidos, y también jugando partidos de titular. Ha marcado 3 goles en partidos oficiales con la U, uno frente a La Calera, otro ante Audax Italiano y el último contra Cobresal.
El 21 de noviembre de 2015 anota de cabeza el 2-0 en la victoria de Universidad de Chile sobre Universidad de Concepción válido por la Supercopa.
Tras casi 5 años en Universidad de Chile donde tuvo campañas buenas y malas, en la última temporada 2015 - 2016 adiestrado por Martín Lasarte  consigue ser titular
en la mayoría de encuentros, tanto del torneo nacional como copa Chile, esto despierta el interés del gigante Brasileño Sport Club Internacional quien lo contrata por una temporada. cabe destacar
que Magalhaes, fue recomendado por su excompañero Charles Aranguiz que también jugó y dejó una importante huella en el Inter de Porto Alegre.

### Sport Club Internacional
El 21 de diciembre de 2015, es presentado en el Inter de Porto Alegre, equipo de su ciudad natal.
EL 8 de mayo de 2016 consigue su primer y único título en el Inter, ingresando a los 80' en la victoria sobre el Juventude, de esta manera los "colorados" se quedan con el gauchao, N.º 45 en su historia.
Debido a sus pocas participaciones y al no ser considerado por el técnico, el Lateral derecho es desvinculado del club y puesto a disposición para la venta, donde aparecería un interesado de la
serie B de Brasil, el Criciúma Esporte Clube

### Criciúma Esporte Clube
El 31 de agosto de 2016 es presentado en el "Tigrão", donde jugó 11 encuentros y sumó 946 minutos, dio varias asistencias y tuvo un regular a buen paso por el "Tricolor", a pesar de eso,
el "Maga" se encontraba lejos de estar conforme y prefirió emigrar de Criciúma para volver a Chile

### Deportes Antofagasta
Es presentado en los "Pumas" el 17 de enero de 2017, en la escuadra que lo vio formarse como profesional.
Debutó el 4 de febrero de 2017 en la derrota 0-2 del "CDA" contra Everton de Viña del Mar recibiendo cartulina amarilla.
A lo largo del apertura 2016-2017 y del transición 2017, logra ser titular indiscutido, variando de lateral derecho, mediocampista defensivo por derecha e incluso lateral izquierdo.
Por su vasta experiencia, "Paulo Cezar" se hace de la capitanía de los "Pumas"

## Selección nacional
Integró el elenco nacional de Chile sub-18 que se coronó campeón en el Torneo João Havelange realizado en México
La buena temporada que Paulo Magalhaes logró en Antofagasta le trajo dividendos al defensa, ya que Eduardo Berizzo lo nominó para participar con la selección chilena Sub-23 B en la Copa Intercontinental de Malasia un campeonato que se desarrolló en Kuala Lumpur, Malasia logrando anotar un gol contra el seleccionado de Togo.
Participó en la Milk Cup, en su versión 2008, por la selección de Chile Sub-19. Cayendo contra el seleccionado de Irlanda del Norte, en la final, el resultado fue de 2 a 1 a favor de Irlanda del Norte llevándose la copa.
El 2009, participa en la selección sub-20 de Chile, en el sudamericano Sub-20 realizado en Venezuela, no pudiendo superar la fase de grupos. En junio del mismo año formó parte del seleccionado chileno sub-23 que clasificó campeón en el Torneo Esperanzas de Toulon.
A inicios del 2011 fue nominado a la selección adulta de Chile por el técnico Marcelo Bielsa. Participó de un partido amistoso frente USA en Los Ángeles, y de una exigente y exitosa gira por el medio oriente Magalhaes acumula 4 partidos oficiales por la selección nacional adulta.
En julio de 2011, una vez concluida la participación de Chile en la Copa América, fue nominado a la selección nacional sub-25 que disputará una serie de partidos amistosos internacionales durante el mes de agosto.
Su última nominación por la selección de fútbol de Chile se produjo el 6 de febrero de 2013 partido de preparación para el Mundial de Brasil 2014 cuando le ganaron 2-1 a la Selección de Fútbol de Egipto, Magalhaes vio el partido desde el banco de suplentes.

## Curiosidades
El año 2006 participó en un partido de fútbol sala junto a otros compañeros de Deportes Antofagasta y club deportivo Villa Juan Pablo II de Antofagasta, estos últimos rompieron un Record Guinness, como el partido más duradero de esta disciplina (44 horas de duración) según el diario local "La Estrella del Norte".

## Clubes
- Actualizado al último partido disputado: 1 de mayo de 2021.

| Club                 | País   | Año       | PJ  | Goles |
| -------------------- | ------ | --------- | --- | ----- |
| Deportes Antofagasta | Chile  | 2006-2008 | ?   | ?     |
| Cobreloa             | Chile  | 2008-2009 | 24  | 1     |
| Colo-Colo            | Chile  | 2009-2011 | 61  | 2     |
| Universidad de Chile | Chile  | 2011-2015 | 116 | 5     |
| SC Internacional     | Brasil | 2016      | 9   | 0     |
| Criciúma             | Brasil | 2016      | 11  | 0     |
| Deportes Antofagasta | Chile  | 2017-2018 | 38  | 2     |
| O'Higgins            | Chile  | 2019-2021 | 42  | 5     |
| Deportes Antofagasta | Chile  | 2021-2022 | 5   | 1     |
| Deportes Iquique     | Chile  | 2023-Act. |     |       |

## Palmarés

### Campeonatos nacionales
| Título             | Equipo               | País   | Año     |
| ------------------ | -------------------- | ------ | ------- |
| Primera División   | Colo-Colo            | Chile  | 2009-C  |
| Primera División   | Universidad de Chile | Chile  | 2011-C  |
| Primera División   | Universidad de Chile | Chile  | 2012-A  |
| Copa Chile         | Universidad de Chile | Chile  | 2012-13 |
| Primera División   | Universidad de Chile | Chile  | 2014-A  |
| Supercopa de Chile | Universidad de Chile | Chile  | 2015    |
| Copa Chile         | Universidad de Chile | Chile  | 2015    |
| Campeonato Gaúcho  | SC Internacional     | Brasil | 2016    |
| Recopa Gaúcha      | SC Internacional     | Brasil | 2016    |

### Copas internacionales
| Título                      | Equipo               | País    | Año  |
| --------------------------- | -------------------- | ------- | ---- |
| Torneo Esperanzas de Toulon | Selección Chilena    | Francia | 2009 |
| Copa Sudamericana           | Universidad de Chile | Chile   | 2011 |

(*) Incluyendo la selección.